# Ålborg

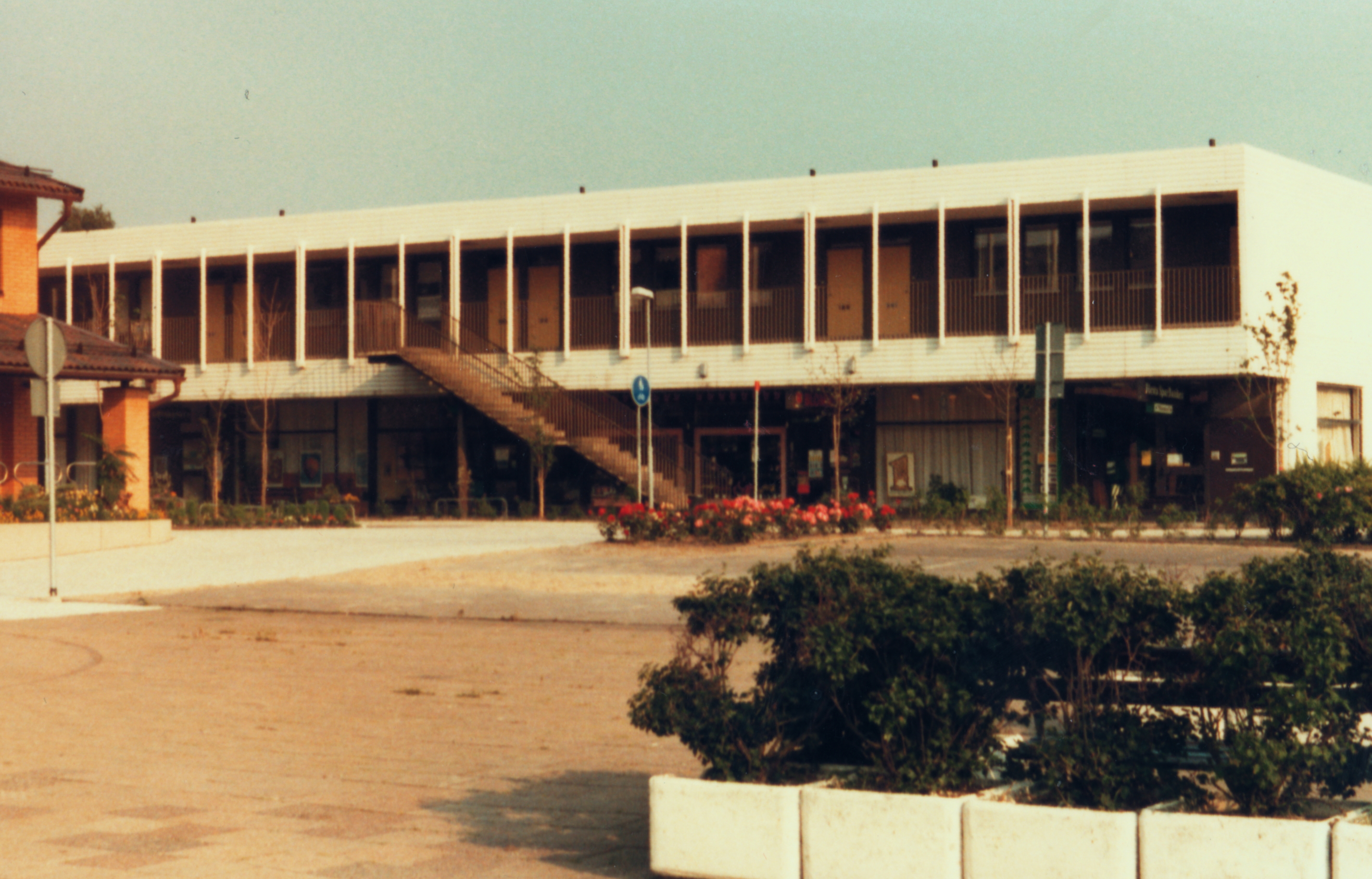
Bibliotek i Ålborg.

Ålborg är en tätort och stad som utgör centralort i Ålborgs kommun i Region Nordjylland i norra Danmark. Staden ligger på den norra delen av halvön Jylland, där Limfjorden är som smalast, och är Danmarks fjärde största stad med 142 937 invånare 2021. Kommunen som blev landets tredje största efter den nationellt genomförda kommunreformen 2007 hade 219 487 invånare 2021.
Enligt gammal dansk rättstavning skrivs stadens namn Aalborg. Stadens invånare fortsatte att använda det gamla namnet efter 1948 års danska stavningsreform (där bokstavsformen å infördes) vilket kommunen också officiellt har beslutat. Ålborg sluter sig därmed till en mindre grupp danska ortnamn som oftast skrivs med aa, motsatt till exempel Århus, som snabbt beslöt sig för den moderna stavningen (och bytte tillbaka till Aarhus först på 2000-talet). Enligt auktoriserad dansk rättstavning kan bägge namnformer användas, men formen med å är standard.
I januari 2016 visade en rapport från Europeiska kommissionen att Ålborg är den stad i Europa med den högsta andelen invånare som anser sig vara tillfreds med sina liv.

## Historia
Ålborg var en känd handelsplats redan på 1000-talet, redan Hardeknut präglade mynt i staden. Det dröjde dock till 1342 innan Ålborg fick stadsprivilegier av Valdemar Atterdag.
Under grevefejden satt Kristian II fängslad på Sønderborgs slott. Men han hade fortfarande stort stöd bland bönderna som samlades i norra Jylland under ledning av Skipper Clement och lyckades inta Ålborg. Den 18 december 1534 anföll Kristian III:s befälhavare greve Rantzau staden med 4 500 legosoldater. Bondeuppbådet på 800-900 man blev nedhuggna till sista man och legosoldaterna plundrade Ålborg innan de tände eld på det som fanns kvar.
Fram till 1554 hörde Ålborg till Viborgs stift när staden istället blev säte för biskopen i Børglum (biskop i Børglums stift) som så småningom ombildades Ålborgs stift. Tiderna var goda för Ålborg fram till 1700-talet tack vare det goda sillfisket och att staden användes som handelsplats för byarna kring Limfjorden. När sillfisket tog slut och Danmark förlorade Norge blev det början på sämre tider. Fram till mitten av 1800-talet var staden Jyllands största stad men blev då överflyglad av Århus. Ålborg och Odense är ungefär lika stora, vilket gör att titeln som "Danmarks tredje största stad" skiftar mellan de båda. Ålborg är en utpräglad industristad och ett starkt fäste för den danska socialdemokratin.

### Kyrkor
1116 byggdes Vor Frue Kirke. På 1400-talet byggdes Sankt Budolfi Kirke ("Sankt Budolfi kyrka"), när staden hade blivit större. Denna kyrka uppkallades efter det engelska helgonet Sankt Budolf och blev senare domkyrka i Ålborgs stift (Ålborgs domkyrka).

### Etymologi
Stadens namn finns första gången på två mynt präglade under kung Hardeknuts tid, Alabur och Alebu. I Valdemar Sejrs Jordbok kallas staden för Aleburgh. Förmodligen kommer namnet från en kungsgård men vad den första delen av namnet betyder vet man inte. Möjligtvis kommer det från det urnordiska all, ström eller från alak, tempel, men det har inget med ålar att göra.

## Klimat
Uppmätta normala temperaturer och -nederbörd i Ålborg:
|                                            | Jan  | Feb  | Mar  | Apr  | Maj  | Jun  | Jul  | Aug  | Sep  | Okt  | Nov | Dec  |
| ------------------------------------------ | ---- | ---- | ---- | ---- | ---- | ---- | ---- | ---- | ---- | ---- | --- | ---- |
| Normaldygnets maximitemperaturs medelvärde | 2,4  | 2,6  | 5,3  | 10,0 | 15,5 | 18,6 | 20,7 | 20,4 | 16,0 | 11,5 | 6,7 | 3,7  |
| Normaldygnets minimitemperaturs medelvärde | −2,4 | −2,3 | −0,7 | 1,9  | 6,3  | 9,8  | 11,9 | 11,4 | 8,5  | 5,1  | 1,5 | −1,0 |
|                                            |      |      |      |      |      |      |      |      |      |      |     |      |
| Nederbörd                                  | 46   | 30   | 38   | 31   | 42   | 56   | 51   | 58   | 71   | 66   | 56  | 53   |

| Diagram | temperaturer i °C • månadsnederbörd i mm | temperaturer i °C • månadsnederbörd i mm | temperaturer i °C • månadsnederbörd i mm | temperaturer i °C • månadsnederbörd i mm | temperaturer i °C • månadsnederbörd i mm | temperaturer i °C • månadsnederbörd i mm | temperaturer i °C • månadsnederbörd i mm | temperaturer i °C • månadsnederbörd i mm | temperaturer i °C • månadsnederbörd i mm | temperaturer i °C • månadsnederbörd i mm | temperaturer i °C • månadsnederbörd i mm | temperaturer i °C • månadsnederbörd i mm |
|         | 46 2 -2                                  | 30 3 -2                                  | 38 5 -1                                  | 31 10 2                                  | 42 16 6                                  | 56 19 10                                 | 51 21 12                                 | 58 20 11                                 | 71 16 9                                  | 66 12 5                                  | 56 7 2                                   | 53 4 -1                                  |

## Ekonomi
Staden är idag känd bland annat för sin snaps-produktion genom De Danske Spritfabrikker som grundades 1881 av C.F. Tietgen och C.A. Olesen. Företaget ingår numera i franska (före detta svenska) V&S Group. 
Aalborg Universitet grundades 1974. 2004 hade det 13 324 studenter. Universitetet har även filialer i Esbjerg och Köpenhamn.
Ålborgs flygplats är Danmarks tredje största.

## Sevärdheter
I centrum ligger Jens Bangs stenhus från 1600-talet. Köpmannen Jens Bang lät bygga sitt hus större än rådhuset och på husgaveln sitter en figur som räcker ut tungan mot rådhuset vid Gammeltorv. I huset ligger Svaneapoteket från 1661.
Ålborgs domkyrka från 1400-talet har ett klockspel med 48 klockor som spelar varje hel timme. Utanför centrum ligger Danmarks näst största zoo och ett stort Tivoliland.
Nordjyllands Kunstmuseum ligger i Ålborg. I närheten finns också 55 meter höga Ålborgtårnet som har utsikt över staden.
Restauranggatan Jomfru Ane Gade är välkänd i Danmark. Parken Østre Anlæg har vacker utsikt över vattnet mot Sankt Markus kyrka.

### Fotnoter
1. ↑  ”§ 3. Å og dobbelt-a”. Retskrivningsordbogen. 25 januari 2010. http://sproget.dk/raad-og-regler/retskrivningsregler/retskrivningsregler/a7-1-6/a7-3-a-og-dobbelt-a/. Läst 15 juni 2013.
2. ↑  ”These are the 19 happiest cities in Europe, according to the people who live there”. Business Insider. Arkiverad från originalet den 8 februari 2016. https://web.archive.org/web/20160208220927/http://uk.businessinsider.com/european-commission-data-european-cities-where-most-people-are-very-satisfied-with-their-lives-2016-2. Läst 9 februari 2016.
3. ↑  ”Vädret i Ålborg”. ResVäder. https://www.resvader.com/Aalborg/per-manad/.